# Lista monumentelor istorice din județul Mureș - Z

Simbol pentru monumentele istorice

Lista monumentelor istorice din județul Mureș - Z cuprinde monumentele istorice înscrise în Patrimoniul cultural național al României și aflate în localități ce încep cu litera Z din județul Mureș.
Lista completă este menținută și actualizată periodic de către Ministerul Culturii, Cultelor și Patrimoniului Național din România, prin intermediul Institutului Național al Patrimoniului, ultima versiune datând din 2015. Această listă cuprinde și actualizările ulterioare, realizate prin ordin al ministrului culturii.
| Cod LMI                          | Denumire                                      | Localitate                              | Localizare                                          | Datare, Creatori                     | Imagine               | Erori             |
| -------------------------------- | --------------------------------------------- | --------------------------------------- | --------------------------------------------------- | ------------------------------------ | --------------------- | ----------------- |
| MS-I-s-B-15449 (RAN: 120389.01)  | Așezarea de la Zau de Câmpie                  | sat Zau de Câmpie; comuna Zau de Câmpie | „Între pâraie” (Hodaia oilor) 46.63361°N 24.14889°E | sec. II - III, sec. VI - VII p. Chr. | Încarcă foto \| video | Raportează eroare |
| MS-II-a-A-16070 (RAN: 120352.01) | Ansamblul bisericii evanghelice fortificate   | sat Zagăr; comuna Zagăr                 | 46.35069°N 24.61694°E                               | sec. XVII - XVIII                    | Alte imagini          | Raportează eroare |
| MS-II-m-A-16070.01               | Biserica evanghelică                          | sat Zagăr; comuna Zagăr                 |                                                     | 1783 - 1784                          |                       | Raportează eroare |
| MS-II-m-A-16070.02               | Incinta fortificată cu turnurile și bastionul | sat Zagăr; comuna Zagăr                 |                                                     | 1640,1653                            |                       | Raportează eroare |
| MS-II-m-B-16071                  | Casă                                          | sat Zagăr; comuna Zagăr                 | 27                                                  | sec. XIX                             | Încarcă foto \| video | Raportează eroare |
| MS-II-m-B-16072                  | Casă                                          | sat Zagăr; comuna Zagăr                 | 284                                                 | sec. XX                              | Încarcă foto \| video | Raportează eroare |
| MS-II-a-A-16073                  | Ansamblul castelului Ugron                    | sat Zau de Câmpie; comuna Zau de Câmpie | Str. Parcului 10 46.60774°N 24.13333°E              | 1911 Lajos Pákey                     |                       | Raportează eroare |
| MS-II-m-A-16073.01               | Castelul Ugron                                | sat Zau de Câmpie; comuna Zau de Câmpie | Str. Parcului 10                                    | 1911                                 |                       | Raportează eroare |
| MS-II-m-A-16073.02               | Parc dendrologic                              | sat Zau de Câmpie; comuna Zau de Câmpie | Str. Parcului 10                                    | sec. XX                              |                       | Raportează eroare |
| MS-II-m-B-16074                  | Casă                                          | sat Zau de Câmpie; comuna Zau de Câmpie | Str. Republicii 5                                   | sf. sec. XIX                         | Încarcă foto \| video | Raportează eroare |